# Exorista grandis
Exorista grandis là một loài ruồi trong họ Tachinidae.